# Annie Van de Wiele
Annie Van de Wiele (née Anna Lannoo à Gand le 18 octobre 1922 et morte à Miradoux le 18 avril 2009,) est une navigatrice et femme de lettres belge. Elle est l'une des premières navigatrices à réaliser un tour du monde en voilier en compagnie de son mari, Louis Van de Wiele, et d'un équipier, au début des années 1950.

## Biographie
Annie Van de Wiele est une pionnière de la navigation de plaisance à voile : avec son mari, Louis, elle a effectué un tour du monde en deux ans, à partir de juillet 1951 sur l'Omoo, un ketch aurique de 13,80 m,.
Elle a relaté ce voyage dans un livre, Pénélope était du voyage publié chez Flammarion en 1954, traduit en plusieurs langues (en anglais sous le titre The West in my Eyes) qui devient rapidement un best-seller avant d'être réédité en 1996 chez Hoëbeke.
En 1965, elle effectue une grande croisière aux Antilles à bord du Hierro, un côtre en acier de 9,50 m dessiné par Louis, qui s'est spécialisé dans l'architecture navale. Elle en tirera Au fil de l'étrave. Le Hierro sera vendu à Loïck Fougeron qui le rebaptise Captain Browne et participe au Golden Globe en 1968.
En 1992, elle reçoit la médaille de juste parmi les nations pour avoir sauvé des Juifs au cours de la Deuxième Guerre mondiale.

## Ouvrages
- Pénélope était du voyage, Flammarion, 1954 puis Arthaud, 1977, rééd. Hoëbeke, 1996  (ISBN 284230005X)
- La "Korrig", 10 ans d'école de croisière, Arthaud, 1979 (en collaboration avec Abel Picard)  (ISBN 978-2700302677)
- Au fil de l'étrave, Hoëbeke, 1997  (ISBN 978-2842300272)
- Cabotage, Hoëbeke , 1998  (ISBN 978-2842300609)
- Fleur d'Océan, Hoëbeke , 2002  (ISBN 978-2842301453)